# Парадайз (Пенсільванія)
Парадайз (англ. Paradise) — переписна місцевість (CDP) в США, в окрузі Ланкастер штату Пенсільванія. Населення — 1305 осіб (2020).

## Географія
Парадайз розташований за координатами 40°0′22″ пн. ш. 76°7′20″ зх. д. / 40.00611° пн. ш. 76.12222° зх. д. (40.006230, -76.122298).  За даними Бюро перепису населення США в 2010 році переписна місцевість мала площу 3,06 км², з яких 3,02 км² — суходіл та 0,05 км² — водойми.

## Демографія
Згідно з переписом 2010 року, у переписній місцевості мешкало 1129 осіб у 388 домогосподарствах у складі 288 родин. Густота населення становила 369 осіб/км².  Було 428 помешкань (140/км²).
Расовий склад населення:
| - 93,7 % — білих - 1,3 % — чорних або афроамериканців - 0,2 % — азіатів - 1,9 % — осіб інших рас |

До двох чи більше рас належало 2,9 %. Частка іспаномовних становила 5,0 % від усіх жителів.
За віковим діапазоном населення розподілялося таким чином: 28,4 % — особи молодші 18 років, 61,2 % — особи у віці 18—64 років, 10,4 % — особи у віці 65 років та старші. Медіана віку мешканця становила 33,2 року. На 100 осіб жіночої статі у переписній місцевості припадало 100,5 чоловіків;  на 100 жінок у віці від 18 років та старших — 96,1 чоловіків також старших 18 років.
Середній дохід на одне домашнє господарство  становив 70 952 долари США (медіана — 67 895), а середній дохід на одну сім'ю — 79 902 долари (медіана — 71 513). Медіана доходів становила 46 905 доларів для чоловіків та 38 969 доларів для жінок. За межею бідності перебувало 2,0 % осіб, у тому числі 0,0 % дітей у віці до 18 років та 0,9 % осіб у віці 65 років та старших.
Цивільне працевлаштоване населення становило 641 особа. Основні галузі зайнятості: освіта, охорона здоров'я та соціальна допомога — 22,3 %, виробництво — 15,1 %, роздрібна торгівля — 11,9 %, науковці, спеціалісти, менеджери — 10,9 %.